# Catada mediobrunnea
Catada mediobrunnea är en fjärilsart som beskrevs av Holloway 1976. Catada mediobrunnea ingår i släktet Catada och familjen nattflyn. Inga underarter finns listade i Catalogue of Life.